# Royalton (Vermont)
Royalton est une ville du comté de Windsor, dans l’État du Vermont. Lors du recensement de 2010, sa population s’élevait à 2 773 habitants. Sa superficie totale est de 106 km2.

## Source de la traduction
- (en) Cet article est partiellement ou en totalité issu de l’article de Wikipédia en anglais intitulé « Royalton, Vermont » (voir la liste des auteurs).